# Rulo y la Contrabanda
Rulo y la Contrabanda es un grupo de música español creado en 2010 por Raúl Gutiérrez, más conocido como Rulo, tras abandonar La Fuga (grupo que fundó y lideró en sus mejores años, componiendo todos sus temas y abandonándolo tras diferencias con alguno de sus componentes). Su canción más conocida es "32 escaleras", canción en la que colaboraron con Dani Martín.

## Historia

### Rulo
Rulo comenzó su andadura en el mundo de la música muy joven. Nació el 22 de agosto de 1979 en Reinosa (Cantabria). Su madre trabajaba en un programa de radio de la cadena Cope de Reinosa y su padre tocaba la guitarra con diferentes grupos locales. Formó su primera banda en 1992, Suizidio, con otros chavales de Reinosa. Más tarde, en 1996, comenzó otro proyecto que sería ya el preludio de La Fuga, Escape. De este grupo con salidas e incorporaciones de algunos de sus miembros y tras un cambio de nombre surgió La Fuga.
Como líder de La Fuga, Rulo grabó 6 discos, componiendo todos sus éxitos y dio unos 300 conciertos por diferentes países.
En otoño de 2009 Rulo abandonó el grupo ofreciendo un comunicado muy claro, el resultado de esta marcha es el abandono de Fito para acompañar en el nuevo proyecto a quien hizo de La Fuga lo que llegó a ser. La Fuga cuelga en su página web un comunicado en el que anunciaba esta marcha, el cual quedó totalmente desmentido tras el comunicado de Rulo.

Debido al cansancio, las tensiones originadas por esta última gira y demás acontecimientos, os queremos informar por nuestra parte, que Rulo ha decidido abandonar el grupo. Por lo que a nosotros respecta; Fito, Edu y Nando, deciros que seguimos apostando por La Fuga, por la música, por los viajes, y sobre todo, por vosotros. Así que, en primer lugar, os contamos que se van a cumplir todos los acontecimientos planeados, como son grabar nuevo disco y defenderlo en una nueva gira por todos los países en los que hay amigos que nos quieren. Por último, aseguraros que mantenemos, si no toda la ilusión, mucha más, y que esperamos desde ya, tener todo vuestro más sincero apoyo en esta etapa de cambios dura, pero al mismo tiempo estimulante. Sin más, os mandamos a todos un fuerte abrazo. Salud y rock 'n' roll!! La Fuga.

Por su parte Rulo emitía su propio comunicado:

Una vez recuperadas las fuerzas para hablar (escribir), me dirijo a los seguidores (con los que tantas noches he volado) para aclarar mi salida de La Fuga. Hay gente que no estaba a gusto en su puesto dentro del grupo y han conseguido agotar a algunos que sí lo estábamos. No he querido iniciar una guerra civil para intentar aferrarme a mi puesto. He preferido irme sin gritos, sin portazos. No creo en las relaciones de conveniencia. Duelen más las desilusiones personales que dejar el grupo en el que he dejado la vida. Ya no sabía en que esquina de la foto ponerme, y al final, he decidido salirme de ella. En este “volver a empezar” (no sé las veces que me reinventé…) intentaré reconstruirme desde la pasión y el trabajo. Cuando recupere del todo las fuerzas continuaré mi camino en la música (sin prisas, sin plazos). Seguiré cantando mis canciones (mi vida musicada) y grabaré nuevas, pero en otro lugar. En esta época durísima para mí, me he dado cuenta de que tengo muchos más amigos de los que pensaba. No sé si los merezco, pero a ellos me aferro. Desde aquí: gracias de corazón. Sé con quien me puedo tomar una copa o un café. Y sé que tengo muchas más canciones por delante. No hablaré mas del tema porque lo mío es hacer música y no entrar en un circo mediático. Nos veremos donde haya una botella, un escenario, una risa, una luna llena, una cama de hotel, un puñado de estrellas, allí donde nunca las lágrimas valgan la pena.
Hasta pronto. Rulo.

En 2011, tras haber abandonado el grupo, Rulo emprende una carrera en solitario formando Rulo y La Contrabanda con el que ha realizado más de 3 discos de estudio y dos en directo. Ha podido presentarlos en más de 11 países. Ha hecho distintas colaboraciones con artistas importantes como Fito y Fitipaldis, Kutxi Romero (Marea), Dani Martín, Mago de Oz, Sober y Enrique Bunbury.

### La Contrabanda
- Karlos Arancegui “Txarli” a la batería. Ha tocado con Amaia Montero e Iván Ferreiro entre otros."En el concierto de despedida del fin de gira 25 años en los escenarios" Txarli no estaba.

- Quique Mavilla al bajo. Músico zaragozano, en 1987 forma el grupo zaragozano Reo. En 1992 entra a formar parte de Distrito 14, donde ha ejercido las labores de teclista y bajista, grabando ocho discos y realizado numerosas giras. Ha trabajado en estudio y en directo con Enrique Bunbury y Nacho Vegas en la grabación y posterior gira del disco "El tiempo de las cerezas" y con el grupo zaragozano El Galgo Rebelde. Con los cántabros La Fuga participó en la gira que realizaron en formato acústico por teatros en 2007. También tocó con Amaral en la gira "Gato negro, Dragón rojo", realizado numerosos conciertos por toda España.[2]
- Dani Baraldés “Pati” a la guitarra. Barcelonés, ha tocado con Macaco, El fantástico hombre bala o Jarabe de Palo entre otros.
- Adolfo Garmendia “Fito” a la guitarra; al igual que Rulo, ex componente de La Fuga.

### Formación
Tras dejar el grupo Rulo se dedicó a viajar durante nueve meses y a componer nuevas canciones, unas 25 escritas entre Reinosa, Estambul, Venecia y Nueva York, de las cuales salieron las once canciones que grabaría con su nuevo proyecto Rulo y la Contrabanda un proyecto totalmente personal, Rulo declaró “Nunca volveré a estar en un grupo”.

### Primeros pasos de la banda
En verano de 2010, en los meses de junio y julio grabaron su primer disco entre Musiclan (Avinyonet de Puigventós, Girona) y el estudio Sonido XXI (Esparza de Galar, Navarra) y bajo la producción de Javier San Martín, que ya trabajó con Rulo mientras estaba en La Fuga. El disco fue masterizado por George Marino en Sterling Sound (NY).
El disco salió a la venta 28 de septiembre de 2010 colándose en el primer puesto de la lista de ventas. Su primer sencillo fue "Cabecita loca".
El segundo sencillo de Señales de humo fue "Heridas del Rock’n’Roll" cuyo videoclip fue grabado en la ciudad de Dublín y el tercer sencillo fue "Mi Cenicienta" cuyo videoclip ha sido estrenado el pasado julio.
El 28 de octubre de 2010 comenzó en Zamora una gira por toda España y dio un concierto en su ciudad Reinosa el 3 de octubre de 2010.
El concierto de Santander en sus fiestas del 2011 sirvió para grabar su actuación y sacarla al mercado. Su lanzamiento coincidió con el concierto en Reinosa (localidad natal de Rulo) en las fiestas de San Mateo del mismo año, y se lanzó tanto en DVD como en un pack disco+DVD.
El pasado julio del 2011, con motivo de la Semana Grande de Santander, se celebra un festival de música, el "Amstel Música en Grande" donde fue uno de los grupos que ofrecieron un concierto. Rulo decidió grabar su concierto para la posteridad, y ponerlo a la venta. Con éxitos de La Fuga y su actual etapa, el DVD se estrenó el 20 de septiembre de 2011, coincidiendo con el concierto de Reinosa.

### Segundo disco de la banda: "Especies en extinción"
Rulo y la contrabanda saco a la venta su segundo disco "Especies en Extinción" el 25 de septiembre de 2012, presentó el disco en Reinosa (su tierra) un día antes de la salida en todo España y firmó discos en diversas ciudades. También hizo alrededor de 200 entrevistas presentado el disco, en la radio, televisión... 
Publicó el primer sencillo del disco, "Divididos" el 27 de agosto en su canal oficial de Youtube, el 14 de enero de 2013 publicó el segundo sencillo, "Mi pequeña cicatriz", el 22 de julio de 2013 publicó el tercer sencillo, "Buscando el mar" y el 25 de febrero de 2014 publicó el cuarto sencillo, "La Flor".
La gira fue extensa, desde 2012 hasta 2014, que tuvo grandes conciertos como el de Amstel: Música a lo grande, en Santander con 15.000 personas.
Este segundo disco tuvo una acogida importante respecto al público y fue un disco en el cual se incorporó a la banda Mario "Bro" al teclado y guitarra.
En este disco, como en el anterior, la banda se lanzó a la aventura de una gira acústica esta vez llamada "5 Gatos". En la que visitaron 12 ciudades. La gira tuvo gran acogida por el público. El repertorio de canciones varió, como en sus anteriores giras, de canciones de La Fuga y de los dos discos publicados por la banda hasta ahora. Después de este disco, Rulo hizo "Tus cien primaveras" himno del centenario del Racing de santander, puesto que rulo es de cantabria.

### Tercer disco de la banda: " El Doble de tu mitad"
Rulo.

### Cuarto disco de la banda: " Basado en hechos reales"
Rulo y La Contrabanda saca en 2019 su cuarto disco "Basado en hechos reales".

## Discografía

### Álbumes de estudio
| Año  | Álbumes de estudio                                                      | Posicionamiento en listas |
| Año  | Álbumes de estudio                                                      | [ 4 ]                     |
| ---- | ----------------------------------------------------------------------- | ------------------------- |
| 2010 | Señales de humo Publicación: 28 de septiembre Sello: Warner Music       | 1                         |
| 2012 | Especies en extinción Publicación: 25 de septiembre Sello: Warner Music | 2                         |
| 2016 | El Doble De Tu Mitad Publicación: 14 de octubre Sello: Warner Music     | 1                         |
| 2019 | Basado en hechos reales Publicación: noviembre de 2019 Sello:           | *                         |
| 2023 | 5 Publicación: 3 de noviembre de 2023 Sello:Warner Music                |                           |

### Álbumes en directo
- A ras de cielo CD+DVD (2011)Warner.
- Una noche en el castillo CD+DVD (2014)Warner.

### Sencillos
| Año  | Sencillos             | Álbum                 |
| 2010 | «La cabecita loca»    | Señales de humo       |
| 2012 | «Divididos»           | Especies en extinción |
| 2013 | «Tus Cien Primaveras» | —                     |

### Videoclips
| Año  | Vídeo musical                                         |  |
| 2010 | «La cabecita loca»                                    |  |
| 2011 | «Heridas del rock & roll»                             |  |
| 2011 | «Mi cenicienta»                                       |  |
| 2011 | «Como Venecia sin agua (Videoclip directo Santander)» |  |
| 2012 | «Divididos»                                           |  |
| 2013 | «Mi pequeña cicatriz»                                 |  |
| 2013 | «Buscando el mar»                                     |  |
| 2013 | «Tus Cien Primaveras»                                 |  |
| 2014 | «La flor»                                             |  |
| 2015 | «Por Ti»                                              |  |
| 2017 | «Noviembre»                                           |  |
| 2017 | «32 escaleras» junto a Dani Martín                    |  |
| 2019 | «Verano del 95»                                       |  |